# لیک باتلر، شهرستان اورنج، فلوریدا
لیک باتلر، شهرستان اورنج (به انگلیسی: Lake Butler) یک منطقهٔ مسکونی در ایالات متحده آمریکا است که در شهرستان اورنج، فلوریدا قرار دارد. لیک باتلر، شهرستان اورنج ۵۱٫۷ کیلومتر مربع مساحت و ۱۵٬۴۰۰ نفر جمعیت دارد.